# Museu de Bergen
O Museu de Bergen é um museu universitário localizado em Bergen, na Noruega. Fundado em 1825 - por volta de dez anos após a independência da Noruega - com a intenção de construir grandes coleções nos campos da cultura e história natural, tornou-se fundamental para a maioria das atividades acadêmicas na cidade, uma tradição que prevaleceu desde que o museu tornou-se parte da Universidade de Bergen, em 1948. O Museu de Bergen é dividido em dois departamentos, o de Coleções de História Natural e da Coleções de História Cultural. O museu é dividido em em dois departamentos, o de história natural e o de história cultural. Atualmente, o edifício se encontra fechado para reinstauração e deve ser reaberto em 2019. 